# Olympische Sommerspiele 1984/Turnen
Bei den XXIII. Olympischen Sommerspielen 1984 in Los Angeles fanden vom 29. Juli bis  5. August 1984 insgesamt 14 Wettkämpfe im Gerätturnen statt, davon acht für Männer und sechs für Frauen. Austragungsort war der Pauley Pavilion auf dem Campus der University of California, Los Angeles.

## Bilanz

### Medaillenspiegel
| Platz  | Land               | Gold | Silber | Bronze | Gesamt |
| ------ | ------------------ | ---- | ------ | ------ | ------ |
| 1      | Vereinigte Staaten | 5    | 5      | 6      | 16     |
| 2      | China              | 5    | 4      | 2      | 11     |
| 3      | Rumänien           | 5    | 1      | 2      | 8      |
| 4      | Japan              | 3    | 3      | 3      | 9      |
| 5      | Frankreich         | –    | –      | 1      | 1      |
| Gesamt | Gesamt             | 18   | 13     | 14     | 45     |

### Medaillengewinner
Männer
| Disziplin            | Gold                                                                                              | Silber                                                          | Bronze                                                                                            |
| -------------------- | ------------------------------------------------------------------------------------------------- | --------------------------------------------------------------- | ------------------------------------------------------------------------------------------------- |
| Mannschaftsmehrkampf | Vereinigte StaatenBart Conner Tim Daggett Mitchell Gaylord Jim Hartung Scott Johnson Peter Vidmar | ChinaLi Ning Li Xiaoping Li Yuejiu Lou Yun Tong Fei Xu Zhiqiang | JapanKōji Gushiken Noritoshi Hirata Nobuyuki Kajitani Shinji Morisue Kōji Sotomura Kyōji Yamawaki |
| Einzelmehrkampf      | Kōji Gushiken                                                                                     | Peter Vidmar                                                    | Li Ning                                                                                           |
| Barren               | Bart Conner                                                                                       | Nobuyuki Kajitani                                               | Mitchell Gaylord                                                                                  |
| Bodenturnen          | Li Ning                                                                                           | Lou Yun                                                         | Kōji Sotomura Philippe Vatuone                                                                    |
| Pferdsprung          | Lou Yun                                                                                           | Li Ning Kōji Gushiken Shinji Morisue Mitchell Gaylord           | —                                                                                                 |
| Reck                 | Shinji Morisue                                                                                    | Tong Fei                                                        | Kōji Gushiken                                                                                     |
| Ringe                | Kōji Gushiken Li Ning                                                                             | —                                                               | Mitchell Gaylord                                                                                  |
| Seitpferd            | Li Ning Peter Vidmar                                                                              | —                                                               | Tim Daggett                                                                                       |

Frauen
| Disziplin            | Gold                                                                                                | Silber | Bronze                                                                |
| -------------------- | --------------------------------------------------------------------------------------------------- | --- | --------------------------------------------------------------------- |
| Mannschaftsmehrkampf | RumänienLavinia Agache Laura Cutina Cristina Grigoraș Simona Păuca Mihaela Stănuleț Ecaterina Szabó | Vereinigte StaatenPam Bileck Michelle Dusserre Kathy Johnson Julianne McNamara Mary Lou Retton Tracee Talavera | ChinaChen Yongyan Huang Qun Ma Yanhong Wu Jiani Zhou Qiurui Zhou Ping |
| Einzelmehrkampf      | Mary Lou Retton                                                                                     | Ecaterina Szabó                                                                                                | Simona Păuca                                                          |
| Bodenturnen          | Ecaterina Szabó                                                                                     | Julianne McNamara                                                                                              | Mary Lou Retton                                                       |
| Pferdsprung          | Ecaterina Szabó                                                                                     | Mary Lou Retton                                                                                                | Lavinia Agache                                                        |
| Schwebebalken        | Simona Păuca Ecaterina Szabó                                                                        | — | Kathy Johnson                                                         |
| Stufenbarren         | Ma Yanhong Julianne McNamara                                                                        | — | Mary Lou Retton                                                       |

## Ergebnisse

### Männer

#### Einzelmehrkampf
| Platz | Land | Athlet            | Punkte  |
| ----- | ---- | ----------------- | ------- |
| 1     | JPN  | Kōji Gushiken     | 118,700 |
| 2     | USA  | Peter Vidmar      | 118,675 |
| 3     | CHN  | Li Ning           | 118,575 |
| 4     | CHN  | Tong Fei          | 118,550 |
| 5     | USA  | Mitchell Gaylord  | 118,525 |
| 6     | USA  | Bart Conner       | 118,350 |
| 7     | CHN  | Xu Zhiqiang       | 118,225 |
| 8     | JPN  | Nobuyuki Kajitani | 117,375 |

29. Juli bis 2. August

#### Mannschaftsmehrkampf
| Platz | Land | Athleten                                                                                     | Punkte  |
| ----- | ---- | -------------------------------------------------------------------------------------------- | ------- |
| 1     | USA  | Bart Conner Tim Daggett Mitchell Gaylord Jim Hartung Scott Johnson Peter Vidmar              | 591,40  |
| 2     | CHN  | Li Ning Li Xiaoping Li Yuejiu Lou Yun Tong Fei Xu Zhiqiang                                   | 590,80  |
| 3     | JPN  | Kōji Gushiken Noritoshi Hirata Nobuyuki Kajitani Shinji Morisue Kōji Sotomura Kyōji Yamawaki | 586,70  |
| 4     | FRG  | Daniel Winkler Bernhard Simmelbauer Andreas Japtok Benno Groß Jürgen Geiger Volker Rohrwick  | 582,100 |
| 5     | SUI  | Urs Meister Bruno Cavelti Marco Piatti Sepp Zellweger Markus Lehmann Daniel Wunderlin        | 579,950 |
| 6     | FRA  | Michel Boutard Joël Suty Philippe Vatuone Jacques Def Jean-Luc Cairon Laurent Barbiéri       | 578,250 |
| 7     | CAN  | Warren Long Allan Reddon Brad Peters Frank Nutzenberger Philippe Chartrand Daniel Gaudet     | 577,150 |
| 8     | KOR  | Nam Seung-gu Han Chung-sik Lee Jeong-sik Chae Gwang-seok Jang Tae-eun Ju Yeong-sam           | 574,950 |

29. bis 31. Juli

#### Barren
| Platz | Land | Athlet            | Punkte |
| ----- | ---- | ----------------- | ------ |
| 1     | USA  | Bart Conner       | 19,950 |
| 2     | JPN  | Nobuyuki Kajitani | 19,925 |
| 3     | USA  | Mitchell Gaylord  | 19,850 |
| 4     | CHN  | Tong Fei          | 19,825 |
| 5     | JPN  | Kōji Gushiken     | 19,800 |
| 6     | CHN  | Li Ning           | 19,775 |
| 7     | FRG  | Daniel Winkler    | 19,600 |
| 7     | FRG  | Jürgen Geiger     | 19,600 |

29. Juli bis 4. August

#### Boden
| Platz | Land | Athlet           | Punkte |
| ----- | ---- | ---------------- | ------ |
| 1     | CHN  | Li Ning          | 19,925 |
| 2     | CHN  | Lou Yun          | 19,775 |
| 3     | JPN  | Kōji Sotomura    | 19,700 |
| 3     | FRA  | Philippe Vatuone | 19,700 |
| 5     | USA  | Bart Conner      | 19,675 |
| 6     | ROU  | Valentin Pintea  | 19,600 |
| 7     | USA  | Peter Vidmar     | 19,550 |
| 8     | JPN  | Kōji Gushiken    | 19,450 |

29. Juli bis 4. August

#### Pferdsprung
| Platz | Land | Athlet           | Punkte |
| ----- | ---- | ---------------- | ------ |
| 1     | CHN  | Lou Yun          | 19,950 |
| 2     | CHN  | Li Ning          | 19,825 |
| 2     | JPN  | Kōji Gushiken    | 19,825 |
| 2     | USA  | Mitchell Gaylord | 19,825 |
| 2     | JPN  | Shinji Morisue   | 19,825 |
| 6     | USA  | Jim Hartung      | 19,800 |
| 7     | CAN  | Warren Long      | 19,700 |
| 8     | SUI  | Daniel Wunderlin | 19,625 |

29. Juli bis 4. August

#### Reck
| Platz | Land | Athlet           | Punkte |
| ----- | ---- | ---------------- | ------ |
| 1     | JPN  | Shinji Morisue   | 20,000 |
| 2     | CHN  | Tong Fei         | 19,975 |
| 3     | JPN  | Kōji Gushiken    | 19,950 |
| 4     | CHN  | Lou Yun          | 19,850 |
| 4     | USA  | Peter Vidmar     | 19,850 |
| 4     | USA  | Tim Daggett      | 19,850 |
| 7     | SUI  | Marco Piatti     | 19,800 |
| 8     | SUI  | Daniel Wunderlin | 19,675 |

29. Juli bis 4. August

#### Ringe
| Platz | Land | Athlet           | Punkte |
| ----- | ---- | ---------------- | ------ |
| 1     | JPN  | Kōji Gushiken    | 19,850 |
| 1     | CHN  | Li Ning          | 19,850 |
| 3     | USA  | Mitchell Gaylord | 19,825 |
| 4     | CHN  | Tong Fei         | 19,750 |
| 4     | USA  | Peter Vidmar     | 19,750 |
| 6     | JPN  | Kyōji Yamawaki   | 19,725 |
| 7     | ROU  | Emilian Nicula   | 19,500 |
| 8     | SUI  | Sepp Zellweger   | 19,375 |

29. Juli bis 4. August

#### Seitpferd
| Platz | Land | Athlet            | Punkte |
| ----- | ---- | ----------------- | ------ |
| 1     | CHN  | Li Ning           | 19,950 |
| 1     | USA  | Peter Vidmar      | 19,950 |
| 3     | USA  | Tim Daggett       | 19,825 |
| 4     | CHN  | Tong Fei          | 19,750 |
| 5     | FRA  | Jean-Luc Cairon   | 19,700 |
| 6     | JPN  | Nobuyuki Kajitani | 19,625 |
| 7     | FRG  | Benno Groß        | 19,525 |
| 8     | SUI  | Sepp Zellweger    | 19,500 |

29. Juli bis 4. August

### Frauen

#### Einzelmehrkampf
| Platz | Land | Athletin          | Punkte |
| ----- | ---- | ----------------- | ------ |
| 1     | USA  | Mary Lou Retton   | 79,175 |
| 2     | ROU  | Ecaterina Szabó   | 79,125 |
| 3     | ROU  | Simona Păuca      | 78,675 |
| 4     | USA  | Julianne McNamara | 78,400 |
| 5     | ROU  | Laura Cutina      | 78,300 |
| 6     | CHN  | Ma Yanhong        | 77,850 |
| 7     | CHN  | Zhou Ping         | 77,775 |
| 8     | CHN  | Chen Yongyan      | 77,725 |

30. Juli bis 3. August

#### Mannschaftsmehrkampf
| Platz | Land | Athletinnen                                                                                  | Punkte  |
| ----- | ---- | -------------------------------------------------------------------------------------------- | ------- |
| 1     | ROU  | Lavinia Agache Laura Cutina Cristina Grigoraș Simona Păuca Mihaela Stănuleț Ecaterina Szabó  | 392,20  |
| 2     | USA  | Pam Bileck Michelle Dusserre Kathy Johnson Julianne McNamara Mary Lou Retton Tracee Talavera | 391,20  |
| 3     | CHN  | Chen Yongyan Huang Qun Ma Yanhong Wu Jiani Zhou Qiurui Zhou Ping                             | 388,60  |
| 4     | FRG  | Elke Heine Anja Wilhelm Astrid Beckers Angela Golz Brigitta Lehmann Heike Schwarm            | 379,150 |
| 5     | CAN  | Andrea Thomas Bonnie Wittmeier Anita Botnen Gigi Zosa Jessica Tudos Kelly Brown              |         |
| 6     | JPN  | Maiko Morio Noriko Mochizuki Chihiro Oyagi Tokie Kawase Ayami Yukimori Sae Watanabe          | 376,750 |
| 7     | GBR  | Natalie Davies Amanda Harrison Kathleen Williams Hayley Price Lisa Young Sally Larner        | 373,850 |
| 8     | SUI  | Romi Kessler Susi Latanzio Natalie Seiler Monika Beer Bettina Ernst Marisa Jervella          | 373,500 |

30. Juli bis 1. August

#### Bodenturnen
| Platz | Land | Athletin          | Punkte |
| ----- | ---- | ----------------- | ------ |
| 1     | ROU  | Ecaterina Szabó   | 19,975 |
| 2     | USA  | Julianne McNamara | 19,950 |
| 3     | USA  | Mary Lou Retton   | 19,775 |
| 4     | CHN  | Zhou Qiurui       | 19,625 |
| 5     | SUI  | Romi Kessler      | 19,575 |
| 6     | CHN  | Ma Yanhong        | 19,450 |
| 7     | JPN  | Maiko Morio       | 19,375 |
| 8     | ROU  | Laura Cutina      | 19,150 |

30. Juli bis 5. August

#### Pferdsprung
| Platz | Land | Athletin         | Punkte |
| ----- | ---- | ---------------- | ------ |
| 1     | ROU  | Ecaterina Szabó  | 19,875 |
| 2     | USA  | Mary Lou Retton  | 19,850 |
| 3     | ROU  | Lavinia Agache   | 19,750 |
| 4     | USA  | Tracee Talavera  | 19,700 |
| 5     | CHN  | Zhou Ping        | 19,500 |
| 6     | FRG  | Brigitta Lehmann | 19,425 |
| 6     | CAN  | Kelly Brown      | 19,425 |
| 8     | CHN  | Chen Yongyan     | 19,300 |

30. Juli bis 5. August

#### Schwebebalken
| Platz | Land | Athletin        | Punkte |
| ----- | ---- | --------------- | ------ |
| 1     | ROU  | Simona Păuca    | 19,800 |
| 1     | ROU  | Ecaterina Szabó | 19,800 |
| 3     | USA  | Kathy Johnson   | 19,650 |
| 4     | USA  | Mary Lou Retton | 19,550 |
| 5     | CHN  | Ma Yanhong      | 19,450 |
| 6     | SUI  | Romi Kessler    | 19,350 |
| 7     | FRG  | Anja Wilhelm    | 19,200 |
| 7     | CHN  | Chen Yongyan    | 19,200 |

30. Juli bis 5. August

#### Stufenbarren
| Platz | Land | Athletin          | Punkte |
| ----- | ---- | ----------------- | ------ |
| 1     | CHN  | Ma Yanhong        | 19,950 |
| 1     | USA  | Julianne McNamara | 19,950 |
| 3     | USA  | Mary Lou Retton   | 19,800 |
| 4     | ROU  | Mihaela Stănuleţ  | 19,650 |
| 5     | SUI  | Romi Kessler      | 19,425 |
| 6     | CHN  | Zhou Ping         | 19,350 |
| 7     | JPN  | Noriko Mochizuki  | 19,325 |
| 8     | ROU  | Lavinia Agache    | 19,000 |

30. Juli bis 5. August